# (27915) Nancywright
(27915) Nancywright (1996 UU1) – planetoida z pasa głównego asteroid okrążająca Słońce w ciągu 5,63 lat w średniej odległości 3,16 j.a. Odkryta 30 października 1996 roku.